# دیو اندرسون (ورزشکار)
دیو اندرسون (انگلیسی: Dave Anderson; ۸ آوریل ۱۹۳۲ – ) قایقران روئینگ اهل استرالیا بود.
وی در مسابقات کشوری و بین‌المللی در مجموع برندهٔ ۱ مدال برنز شده‌است.